# Maboloka (Berg)
Der Maboloka ist ein Berg in Lesotho.

## Lage und Umgebung
Der Maboloka ist 2028 m hoch. Er erhebt sich im Westen von Lesotho. Am Westhang liegt die gleichnamige Missionsstation Maboloka und am Osthang der Ort Mankimane.
Nordwestlich erhebt sich der Likhoele auf 2110 m.